# Lexington, Massachusetts

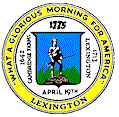
Stadens sigill som uppmärksammar striderna i Amerikanska frihetskriget

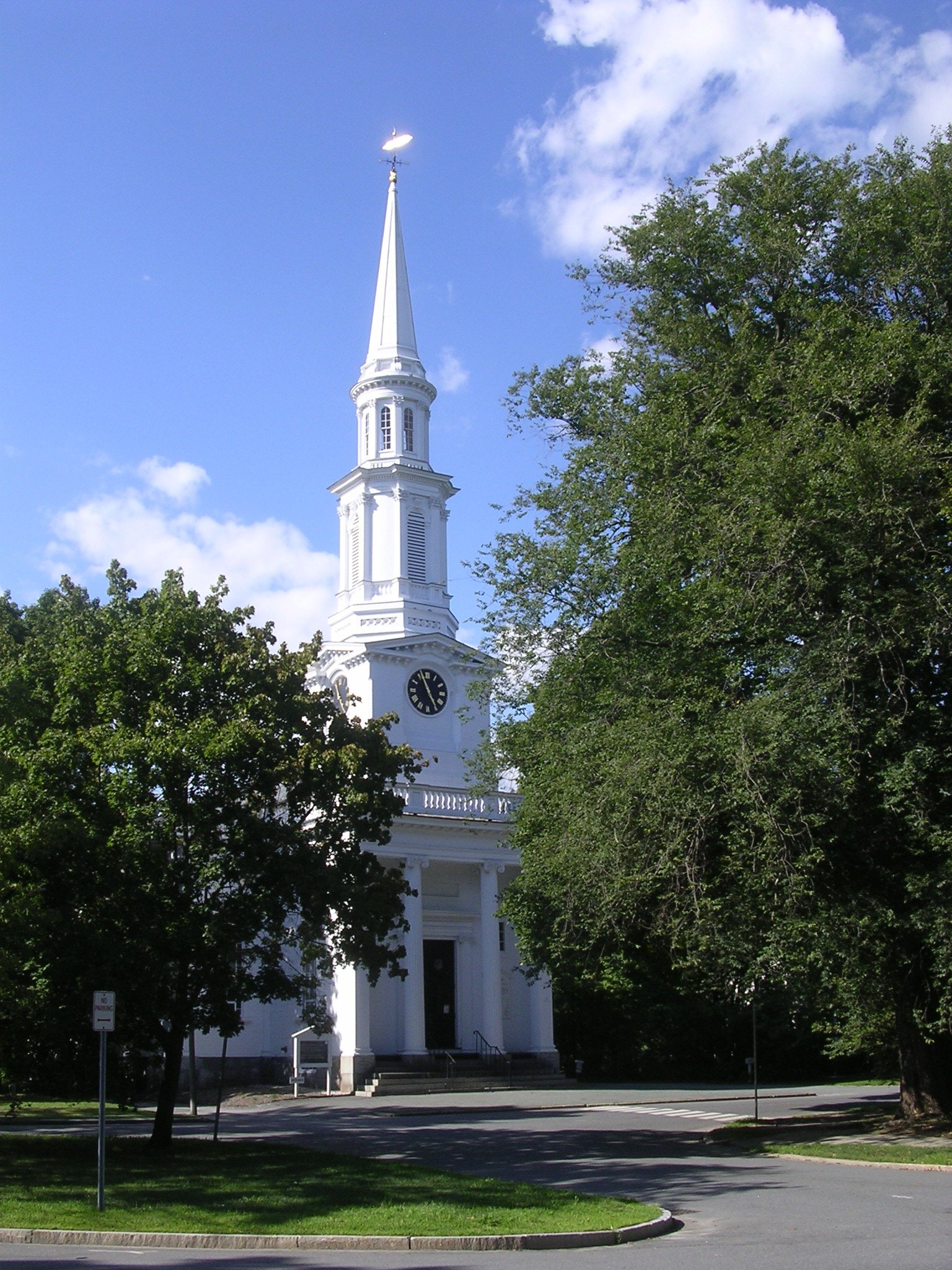
First Parish in Lexington

Lexington är en kommun (town) i Middlesex County i östra Massachusetts, USA, 23 kilometer nordväst om Boston. Kommunen har 34 454 invånare (2020). I Lexington stod slaget vid Lexington som var den första väpnade striden mellan upproriska kolonisatörer och brittiska armén i Amerikanska frihetskriget. Lexington i Massachusetts har givit namn åt den betydligt större staden Lexington i Kentucky.